# 天主教卡斯特里總教區
天主教卡斯特里總教區（拉丁語：Archidioecesis Castriensis）是羅馬天主教在聖盧西亞一個教省總教區，下轄三個教區。
1956年2月20日建立教區，1974年11月18日升為總教區。2006年有教友100,243人，佔轄區總人口63.5%。教區下轄廿二個堂區，有卅一名司鐸。現任教區總主教為羅伯特·里瓦斯。